# 大贾米亚清真寺
大贾米亚清真寺是位于巴基斯坦拉合尔巴赫里亚镇的一座清真寺。清真寺可以容纳7万名礼拜者，是巴基斯坦第三大和世界第十七大清真寺。
该清真寺由纳亚尔·阿里设计，于2014年10月6日在古尔邦节举行落成仪式。室内可容纳2.5万名礼拜者，通往主礼拜堂的庭院和走廊可容纳7万人。建筑风格受巴德夏希清真寺、瓦齐尔汗清真寺和谢赫扎耶德大清真寺的影响，建筑成本超过40亿卢比（约合3900万美元）。
该建筑包括四个165英尺高的宣礼塔，以及一个被20个较小的圆顶包围的大圆顶；建筑外面铺着400万块由木尔坦人手工制作的瓷砖。该建筑的室内装饰包括从土耳其进口的定制地毯和从伊朗进口的50多盏吊灯。该建筑的其中一层设有一个陈列着罕见古兰经藏品的伊斯兰遗产博物馆、一个伊斯兰图书馆，以及一个陈列着各种古老器物的伊斯兰艺术馆。

## 设计
整个建筑的底部比地面高20英尺，建築頂部高达80英尺，大圆顶位于建築的中央，周围有20个较小的圆顶；整个建筑的末端矗立着165英尺高的高耸宣礼塔。清真寺设有6扇拱形木门，白色枝形吊灯、马赛克瓷砖和壁画让人眼花缭乱。中央穹顶是这一宏伟工艺品的璀璨明珠。
建筑完全用当地材料组合建设而成，反映了印度-伊斯兰式建筑的真正本质，也融合了丰富的现代元素。主要建筑结构使用古特卡砖（Brick Gutka），由特殊的漂布土制成，避免了拉合尔本地砖中常见的硝石。砖结构广泛使用色彩鲜艳的釉面砖镶嵌艺术装饰，以几何图形和花卉图案展示。这部分设计被称为建筑奇迹，用了660万美元融合了现代和古典伊斯兰艺术风格。来自希腊和意大利的白色大理石覆盖着外部，伊斯兰书法装饰着内部。工匠们手工铺设了450万块手工制作的瓷砖，用时4年完成。八角形宣礼塔高达165英尺，是一件美丽的工艺品。每座宣礼塔的底部都有4扇拱形木门，门上装饰着丰富的马赛克艺术，色彩鲜艳，一直延伸到建筑的顶部。每座宣礼塔都有木制阳台，由印度黄檀制成，顶为圆顶。
庭院景观设计为典型的查尔巴风格，这是一个波斯园林的布局，在亚欧大陆的许多大清真寺中都可以看到。正方形花园分为四个部分，由四条步道分隔，中央有一个美丽的喷泉。

## 图册

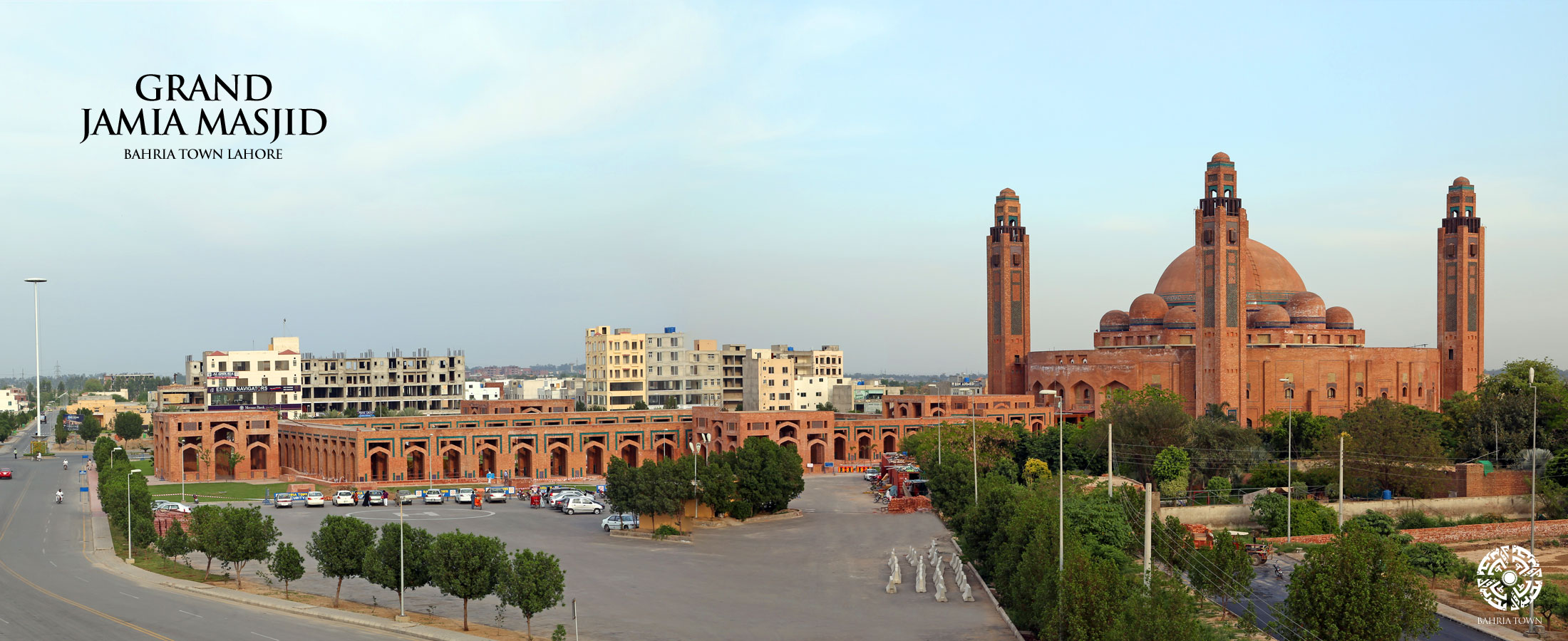
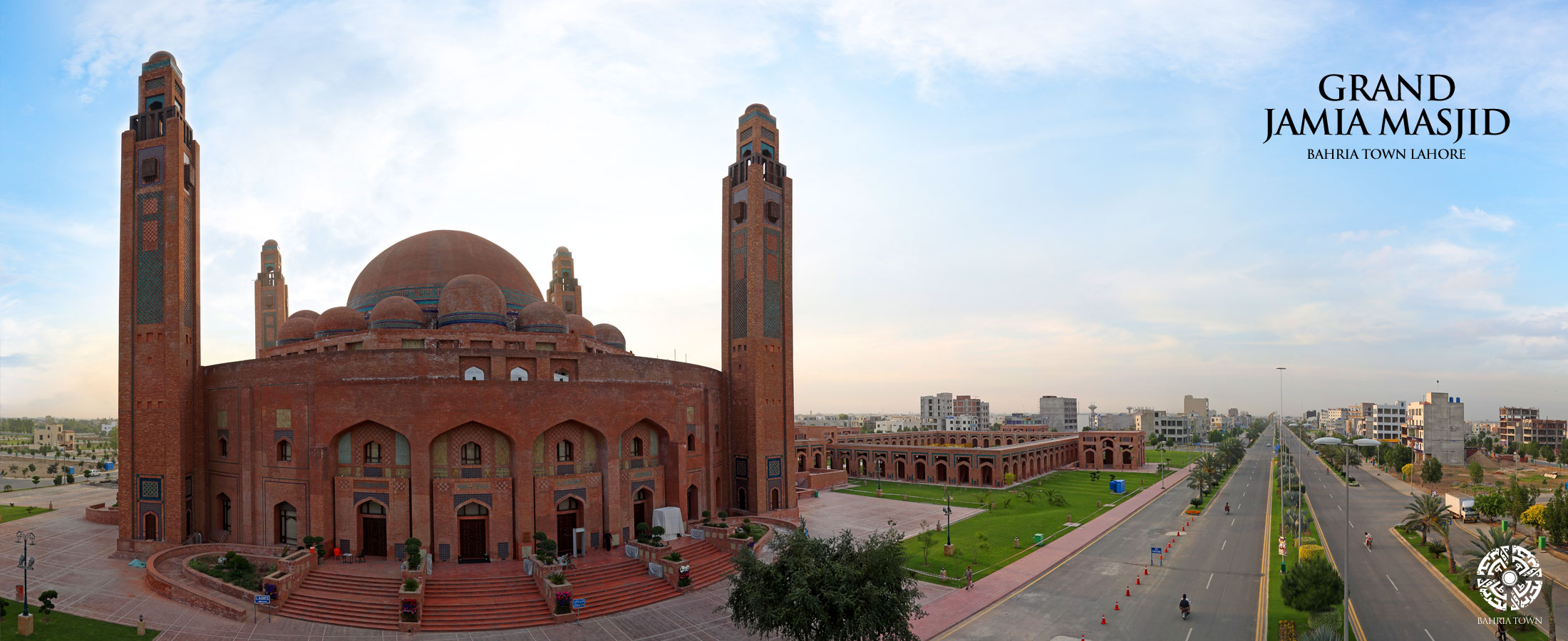
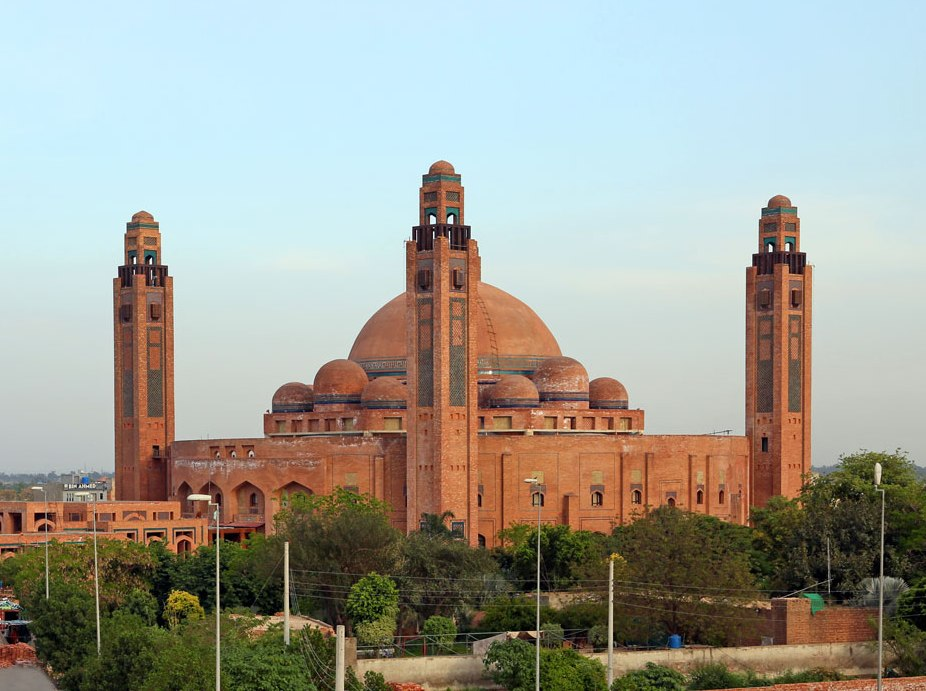
大贾米亚清真寺是巴基斯坦第三大清真寺。
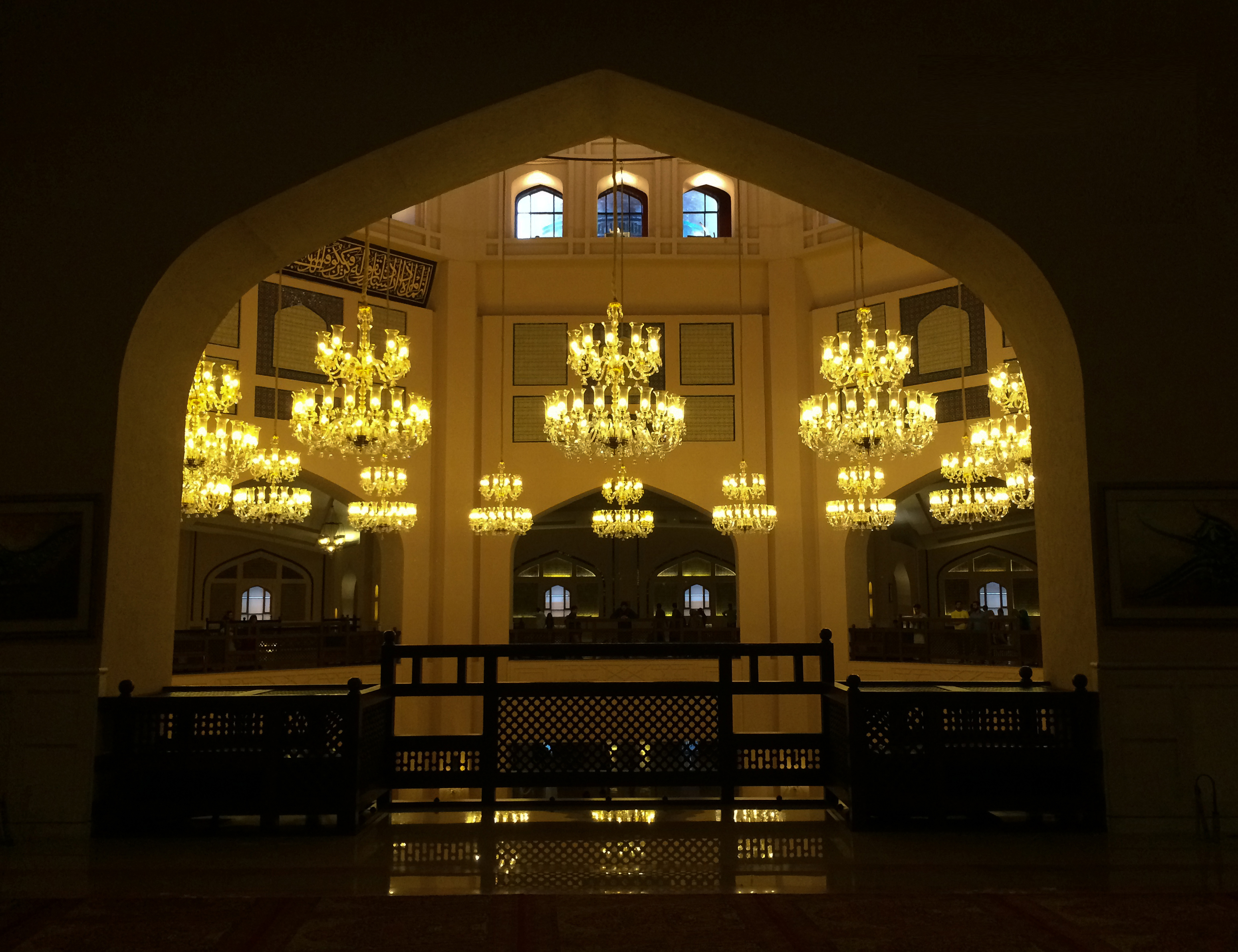
清真寺的内部。
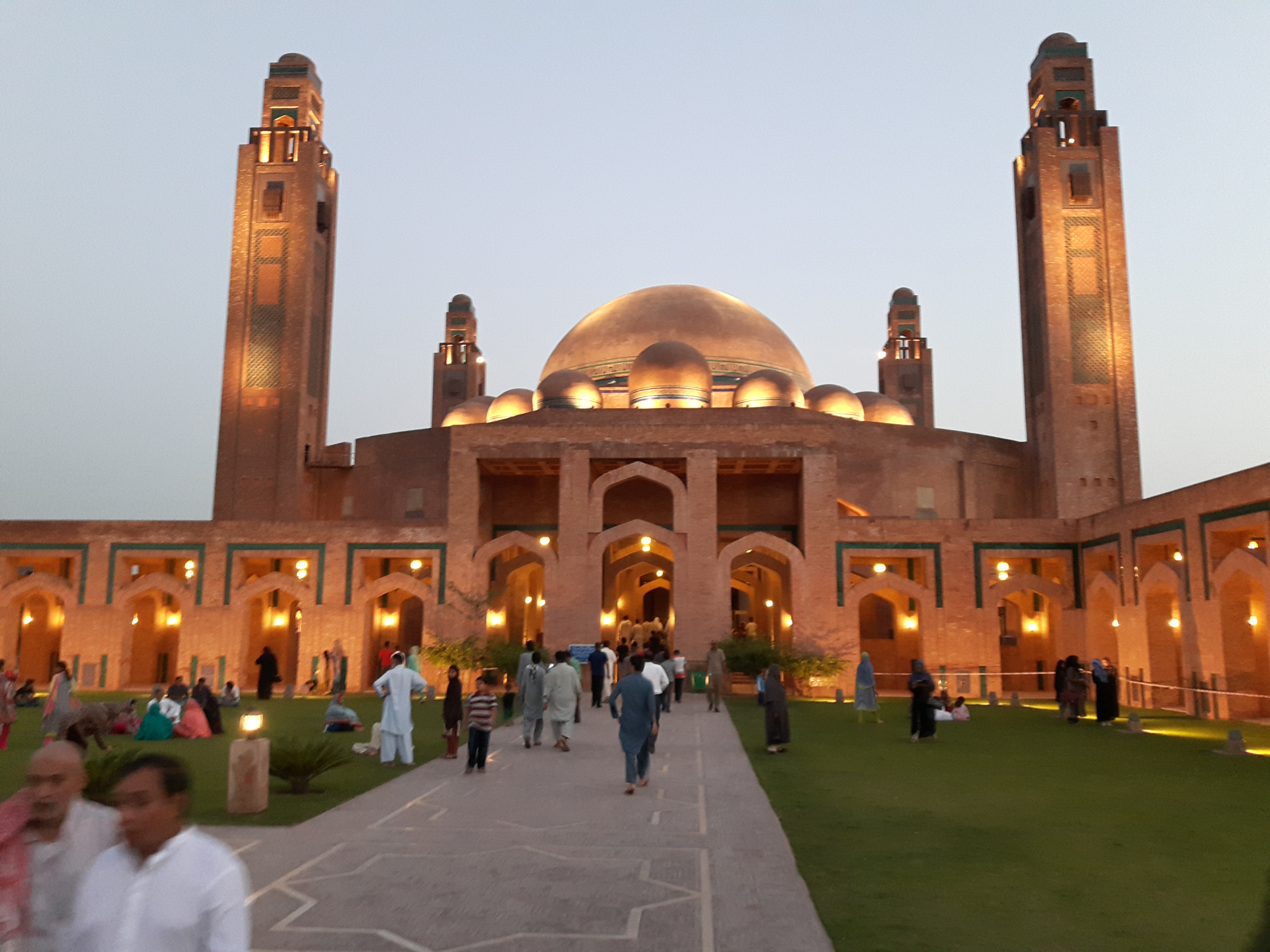
通往清真寺主厅的庭院和走廊。
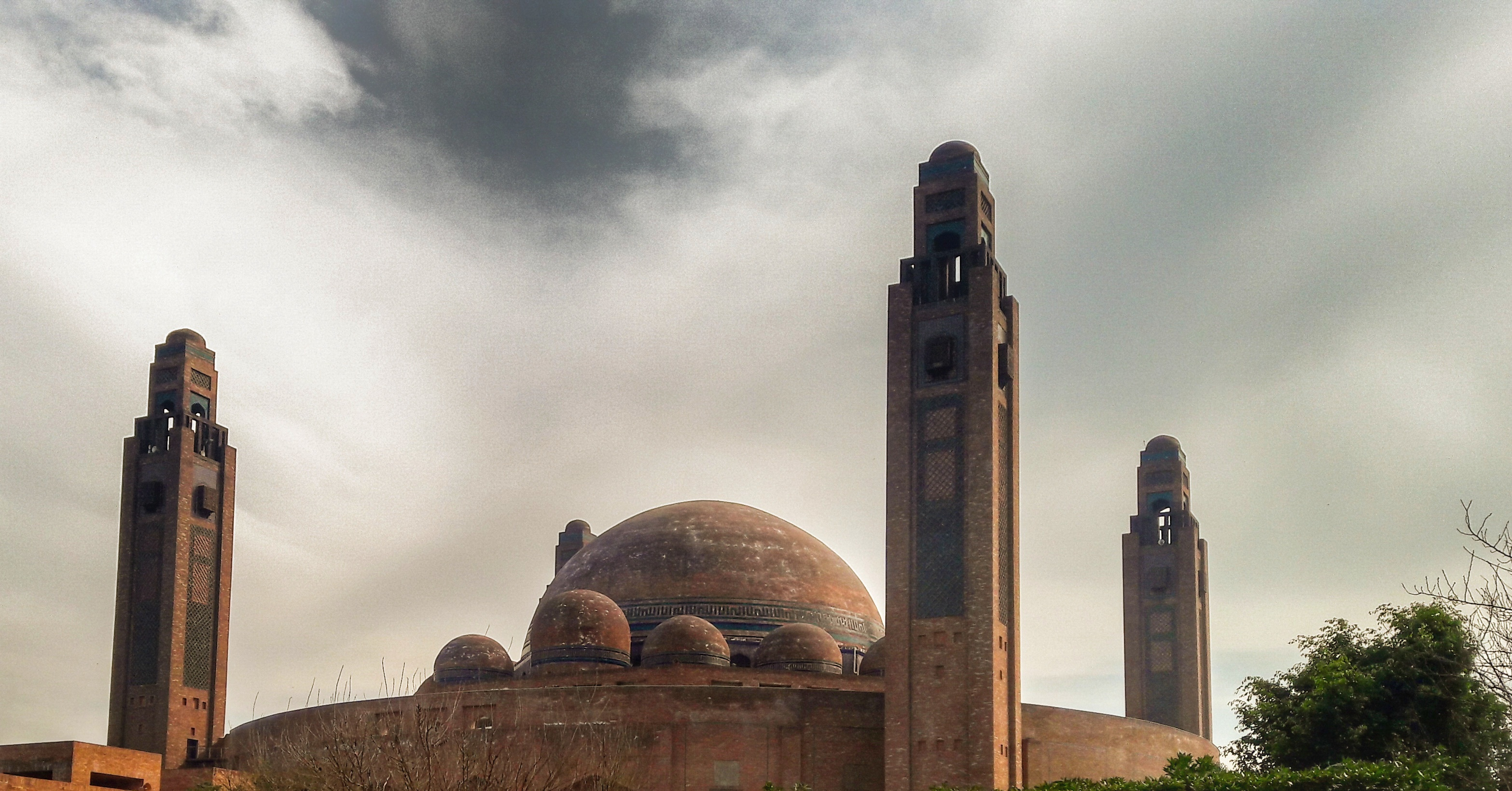
早上的大贾米亚清真寺的照片。
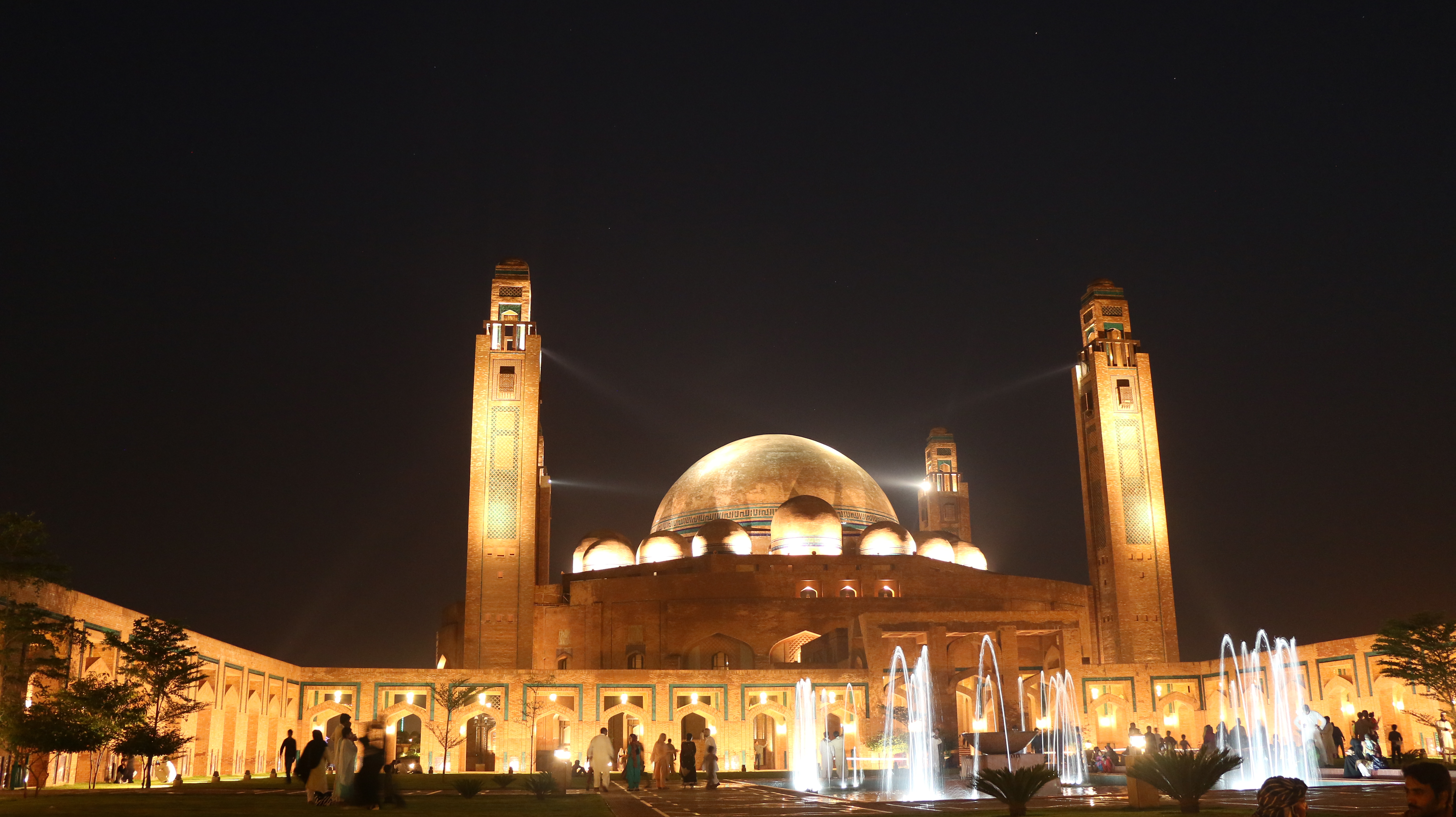
晚上的大贾米亚清真寺。
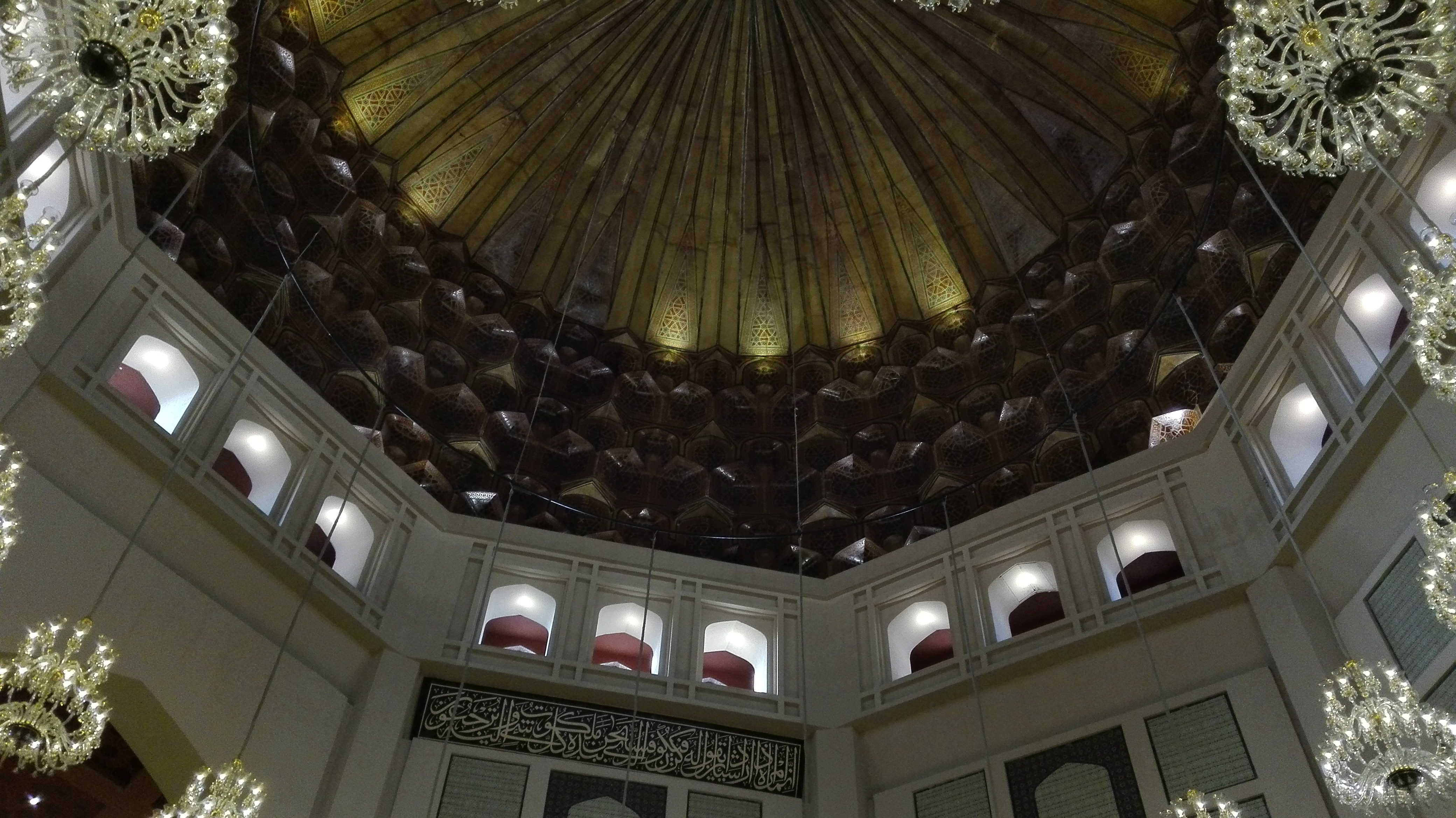